# CD153
CD153, ili Klaster diferencijacije 153, je ligand za CD30.
CD30, je član TNFR familije, i izražen je aktiviranim  i  T ćelijama i B ćelijama. On je maker [[Hodžkinsov
limfom|Hodžkinsovog limfoma]]. Ligand ovog receptora, CD30L (CD153), je izražen u aktiviranim  i  T ćelijama, B ćelijama, i makrofagama. Signaliziranje kroz CD30 možed da dovede do proliferacije ili ćelijske smrti. CD30-deficitarni (-/-) miševi imaju sputanu timičnu negativnu selekciju i povećanu autoreaktivnost.

## Literatura
1. ↑  Cerutti A, Schaffer A, Goodwin RG, Shah S, Zan H, Ely S, Casali P (2000). „Engagement of CD153 (CD30 ligand) by CD30+ T cells inhibits class switch DNA recombination and antibody production in human IgD+ IgM+ B cells”. J Immunol. 165 (2): 786—94. PMID 10878352.
2. ↑  Bruce R. Blazar; Robert B. Levy; Tak W. Mak; Angela Panoskaltsis-Mortari; Hiromi Muta; Monica Jones; Melinda Roskos; Jonathan S. Serody; Hideo Yagita; Eckhard R. Podack & Patricia A. Taylor (2004). „CD30/CD30 Ligand (CD153) Interaction Regulates CD4 + T Cell-Mediated Graft-versus-host disease”. Journal of immunology. The American Association of Immunologists, Inc. 173 (5): 2933—2941.

## Spoljašnje veze
- CD153+Antigen на 